# 5260 Philvéron
5260 Philvéron là một tiểu hành tinh vành đai chính với chu kỳ quỹ đạo là 1531.7583284 ngày (4.19 năm).
Nó được phát hiện ngày 2 tháng 9 năm 1989.